# Tenthredo atra
Tenthrède noire
Espèce
Tenthredo atra, la tenthrède noire, est une espèce d'insectes de l'ordre des hyménoptères et de la famille des tenthrédinidés.

## Description
L'abdomen de la femelle est noir, celui du mâle orange.

## Biologie
Les larves phytophages sont appelées fausses chenilles.